# Ягодная (Башкортостан)
Я́годная (баш. Еләкле) — деревня в Иглинском районе Республики Башкортостан Российской Федерации. Входит в состав Иглинского сельсовета.
С 2005 современный статус, с 2007 — современное название.

## География

### Географическое положение
Расстояние до:
- районного центра (Иглино): 5 км,
- центра сельсовета (Иглино): 5 км,
- ближайшей ж/д станции (Иглино): 5 км.

## История
В 1964 году произошло изменение административного подчинения, согласно Указу Президиума Верховного Совета Башкирской АССР от 6  апреля  1964 г. № 6-2/36 о передаче раб. пос. Иглино и населенных пунктов Госпитомник, Еленинский, Красный Ключ, Петро-Федоровка Иглинского поссовета Нуримановского промышленного района в состав Иглинского сельского района Башкирской АССР.
Статус деревня, сельского населённого пункта, посёлок получил согласно Закону Республики Башкортостан от 20 июля 2005 года N 211-з «О внесении изменений в административно-территориальное устройство Республики Башкортостан в связи с образованием, объединением, упразднением и изменением статуса населенных пунктов, переносом административных центров», ст.1:

6. Изменить статус следующих населенных пунктов, установив тип поселения - деревня:
1) в Иглинском районе:…
 к) поселка Госпитомник Иглинского сельсовета
До 10 сентября 2007 года называлась, согласно Постановлению Правительства РФ от 10 сентября 2007 г. N 572 «О присвоении наименований географическим объектам и переименовании географических объектов в Республике Адыгея, Республике Башкортостан, Ленинградской, Смоленской и Челябинской областях», деревней Госпитомник.

В соответствии с Федеральным законом «О наименованиях географических объектов» Правительство Российской Федерации постановляет:

переименовать в Республике Башкортостан:

в Иглинском районе — деревню Госпитомник в деревню Ягодная, село разъезда Казаяк в село Казаяк, деревню железнодорожная будка 1688 км в деревню Старая Кудеевка, деревню железнодорожная будка 1705 км в деревню Высокая, деревню железнодорожная будка 1708 км в деревню Лемеза, деревню железнодорожная будка 1712 км в деревню Рассвет, деревню железнодорожная будка 1719 км в деревню Малая Ашинка

## Население
| 2002 | 2009 | 2010 |
| ---- | ---- | ---- |
| 409  | ↗569 | ↘471 |